# Wohn- und Wirtschaftsgebäude Nienburger Straße 15
Das Wohn- und Wirtschaftsgebäude Nienburger Straße 15 in Bassum-Neubruchhausen, 8 km östlich vom Kernort Bassum entfernt, wurde im 19. Jahrhundert gebaut.
Das Gebäude ist ein Baudenkmal in Bassum.

## Geschichte
Das giebelständige Gebäude von 1858 ist ein Zweiständer-Hallenhaus in Fachwerk mit Steinausfachungen und Krüppelwalmdach sowie Inschriften im Giebelbalken und über der Grooten Door. Das gleichmäßige Rasterfachwerk ohne sichtbare Diagonalen ist bemerkenswert.